# Giberville
Giberville è un comune francese di 4 933 abitanti situato nel dipartimento del Calvados nella regione della Normandia.

## Società

### Evoluzione demografica
Abitanti censiti

## Amministrazione

### Gemellaggi
- Murlo, dal 2006[2]